# Nécropole nationale de Beuvraignes
La nécropole nationale du bois des Loges est un cimetière militaire français de la Première Guerre mondiale situé sur le territoire de la commune de Beuvraignes, dans le département de la Somme, en région Hauts-de-France.

## Localisation
Le cimetière militaire est situé à la sortie du village de Beuvraignes, en direction de Crapeaumesnil, au nord du bois des Loges qui lui a donné son nom, à la limite des départements de la Somme et de l'Oise.

## Historique
En 1921, 1929 et 1936, les corps provenant de carrés militaires situés dans des cimetières communaux de la Somme, dont ceux Popincourt et Beuvraignes, y ont été ré-inhumés.
On y a également inhumé trois soldats français tués en 1940, au cours de la Seconde Guerre mondiale.

## Caractéristiques
La nécropole d'une superficie 6 050 m2 a été édifiée au cours du conflit. Elle contient 1 854 corps dont 654 en ossuaires. Dans ce cimetière, se trouvent les tombes de soldats tombés essentiellement en 1914, 1915, 1916 et 1918.
Dans quatre ossuaires, reposent les corps de soldats du 24e R.I., dont dix-sept ont pu être identifiés. Ces soldats ont été tués pour la plupart, le 13 août 1918, au cours des combats pour la prise de Canny-sur-Matz qui firent 83 morts et près de 150 blessés.

## Galerie

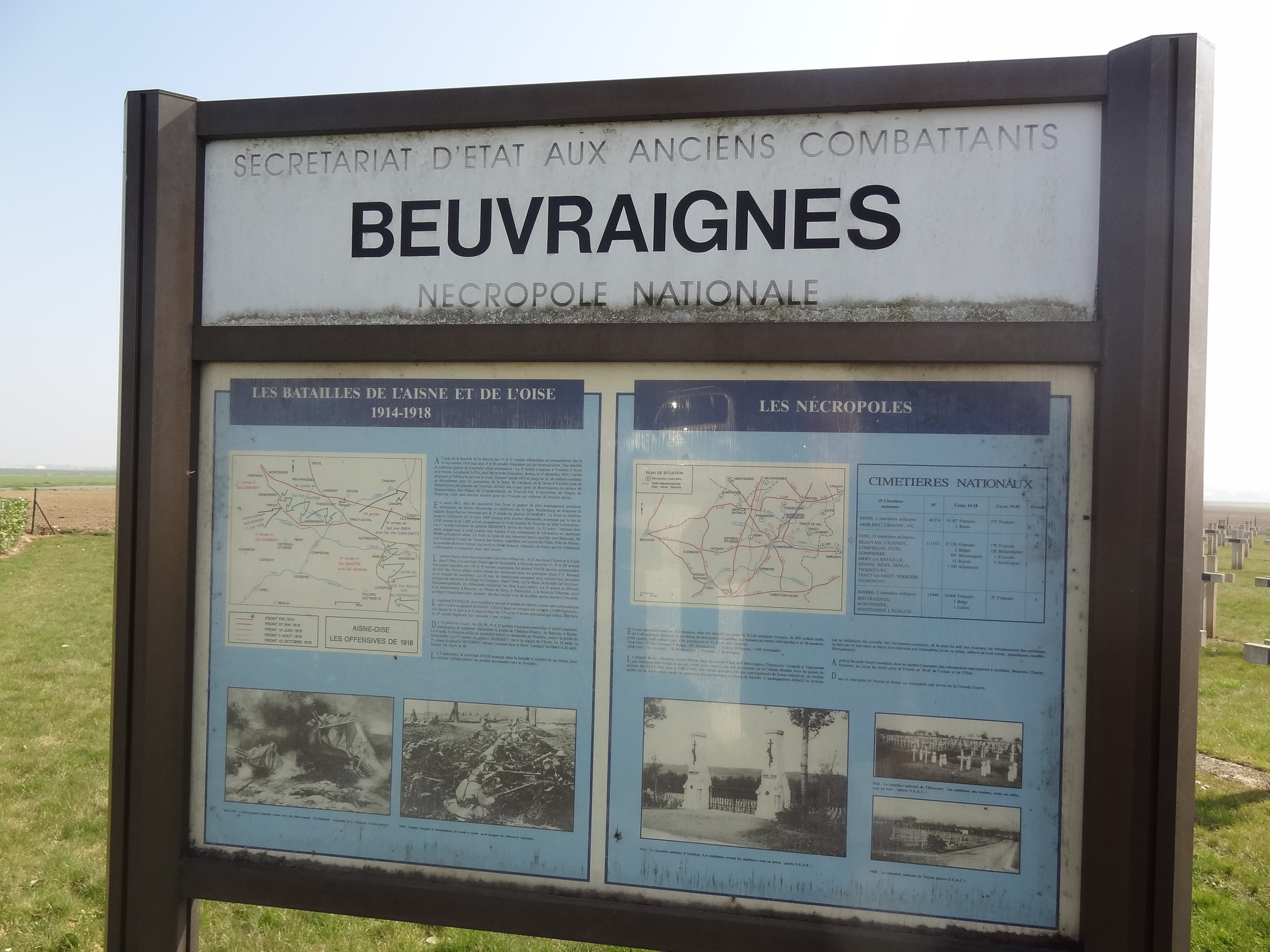
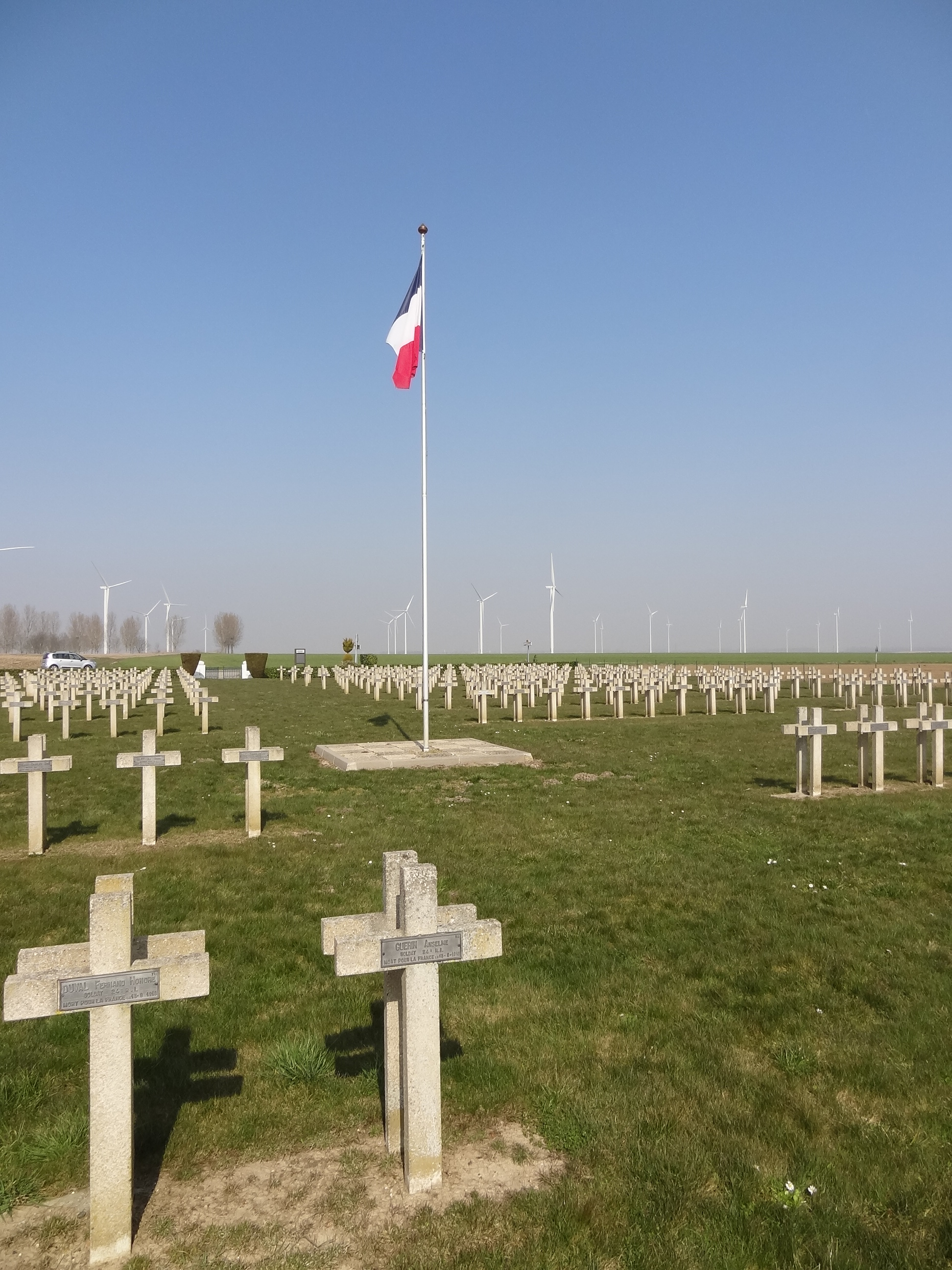
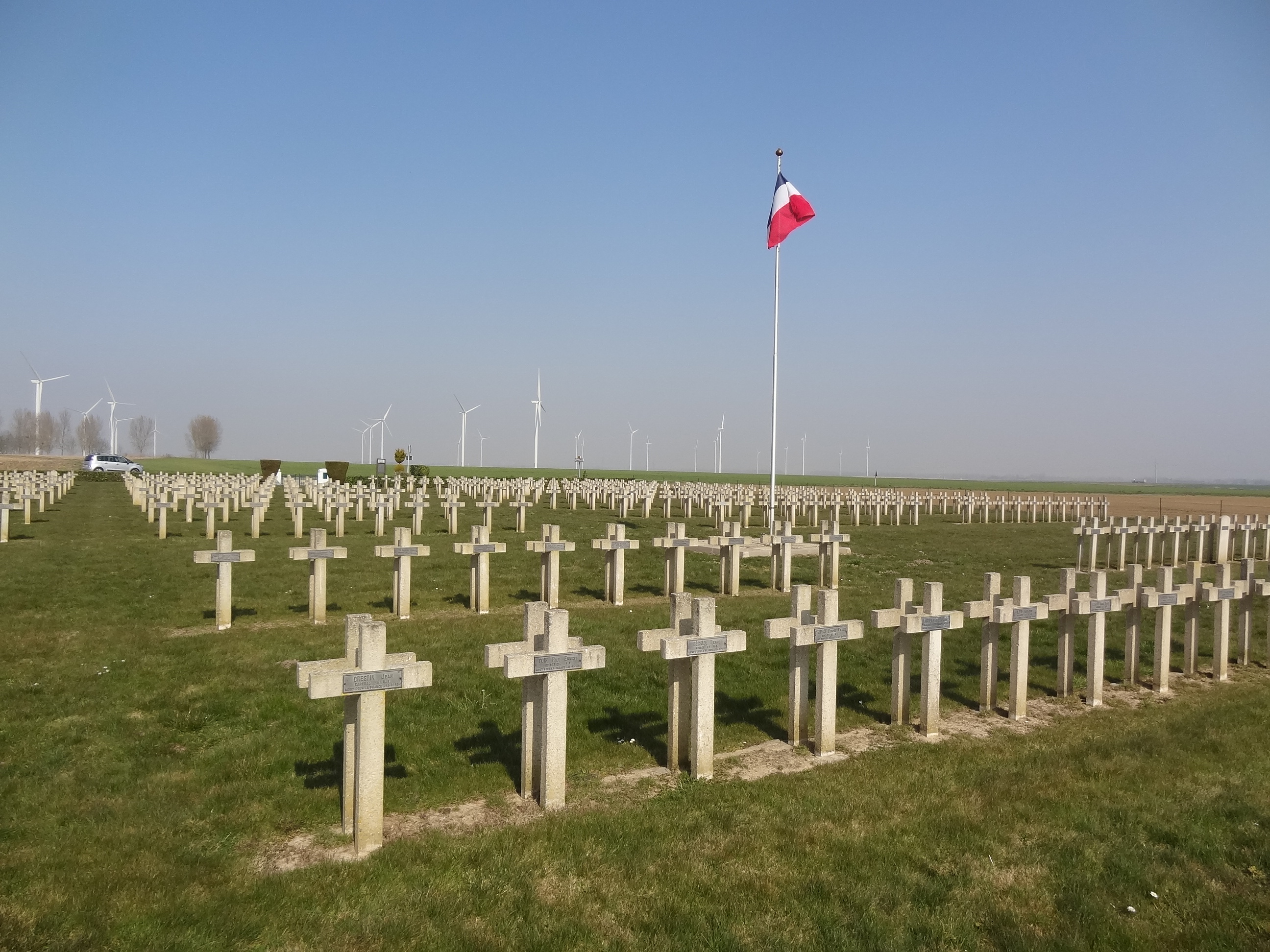
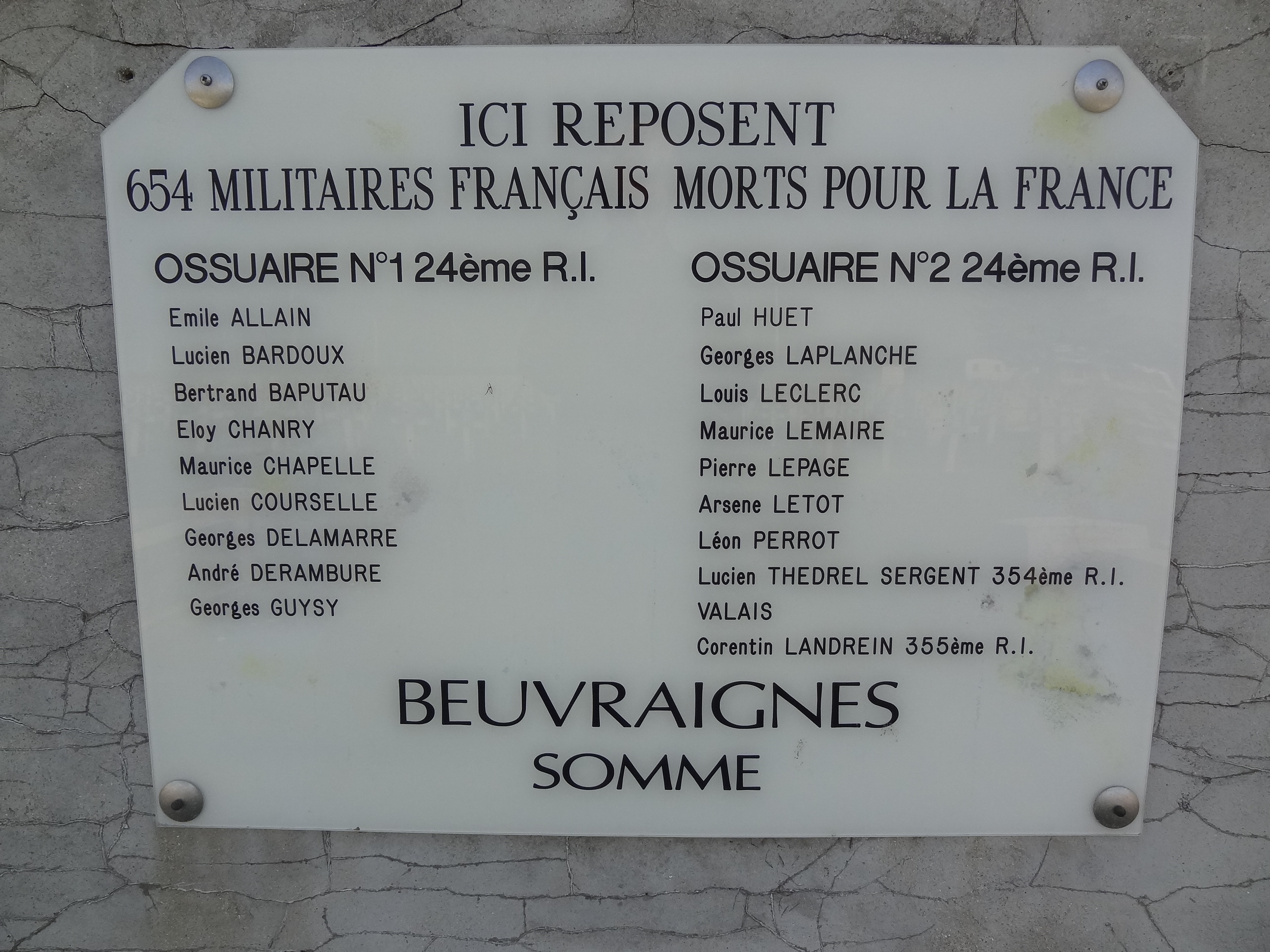

## Pour approfondir